# La Flor del Camp
La Flor del Camp és un nucli de població del municipi de Castellvell del Camp, al Baix Camp. Sorgí als anys 70 com una urbanització a uns 2 km del poble en direcció a Almoster, i va tenir força èxit. La construcció als anys vuitanta de la urbanització Castellmoster, i als noranta de les Arboceres, va formar tot un gran conjunt urbanitzat (unit també al Picanrany, a Almoster) que avui dia té tendència a expandir-se cap al poble; la zona entre el poble i aquest conjunt està ocupat al 90% per la urbanització dels Pugets, al límit del qual es troba, a la part més propera a la Flor del Camp, el puig de l'Àliga amb una cova prehistòrica.